# Eric Gustaf Öström
Eric Gustaf Öström, född 30 december 1812 i Luleå, död 23 juli 1874 i Linköping, var en svensk guldsmed.

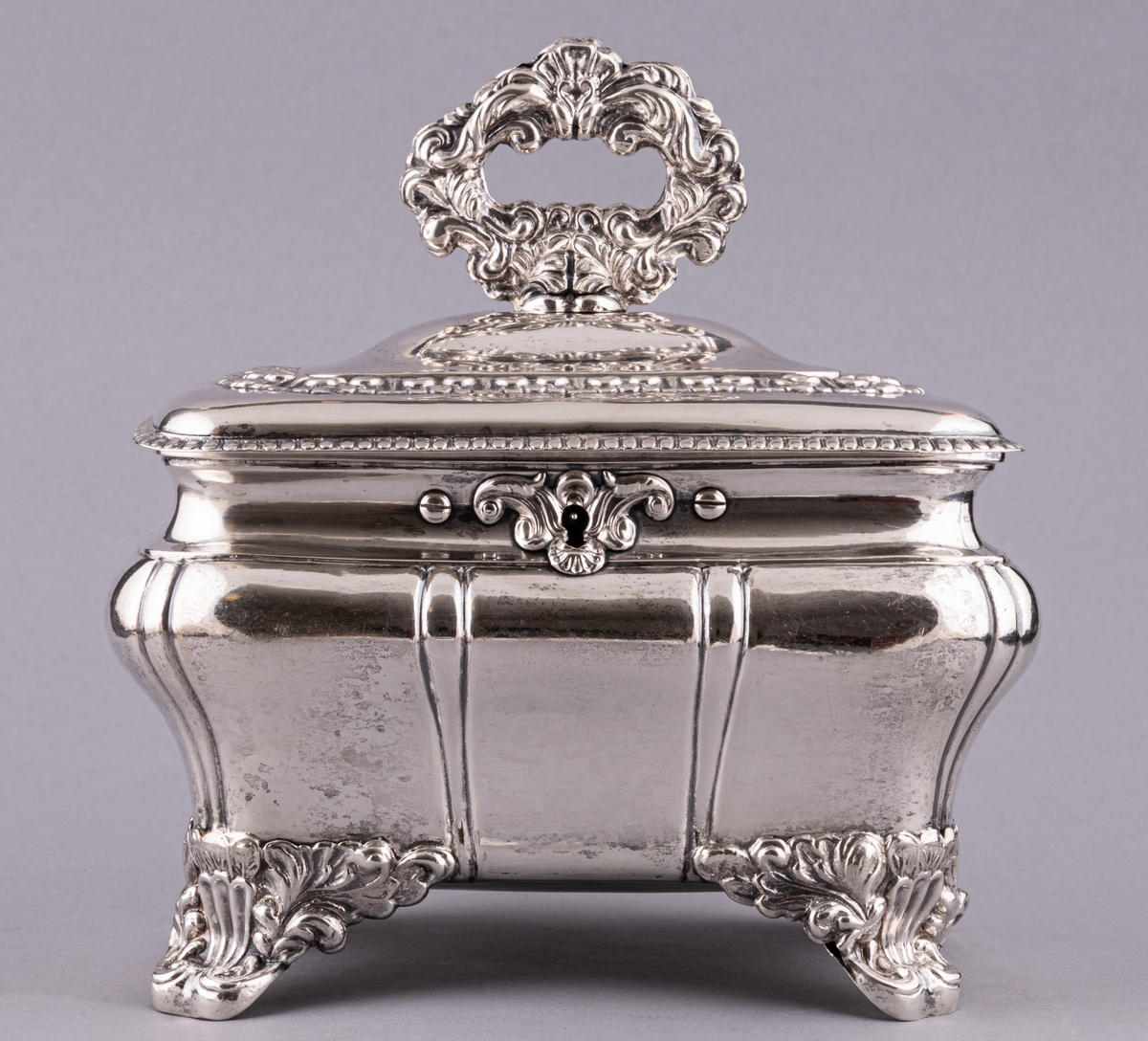
Sockerskrin tillverkat 1851 av E. G. Öström, Länsmuseet Gävleborg.

Öström kom i november 1834 till Gävle och arbetade som guldsmedsgesäll först hos guldsmed Pehr Olof Bäckström (1785–1833), guldsmed Lars Lindgren (1804–1884) och sedan hos guldsmed Arvid Öhrn (1819–1844). Han verkade som guldsmed i Gävle 1838–1867 och stämplade sina arbeten EGÖ och E.G.ÖSTRÖM. Öström skolade ett flertal guldsmedsgesäller, bland annat åren 1858–1867 brorsonen Isak Öström (1842–1920). Han gjorde konkurs 1867 och var då verksam i centrala Gävle i hörnet av västra Drottninggatan och Slottsgatan. Därifrån flyttade han 1867 till Linköping och utförde där under några år försilvrings- och förgyllningsarbeten i guldsmeden Anton Julius Söhrlings (1826–1881) hus vid Storgatan 52. Efter hans död 1874 såldes hans lösöre och verktyg på offentlig auktion.
Han var äldsta barnet till soldaten Eric Gustaf Harnesk (1789–1870) och Anna Christina Ericsdotter (1790–1873). Han gifte sig 1838 i Gävle med Brita Margaretha Horner (1802–1871). 